# Gravier (métier)
Un gravier (métier), chez les Terre-Neuvas, était une personne chargée d'étaler et de faire sécher la morue ou d'autres poissons sur les graves, les terrains caillouteux du rivage. Ce travail souvent fait par de jeunes garçons était fréquent à Saint-Pierre-et-Miquelon, sur la French Shore de Terre-Neuve ou sur quelques côtes aux alentours des ports terre-neuvas de France, mais dans ce dernier cas, souvent fait par les femmes.

## Description

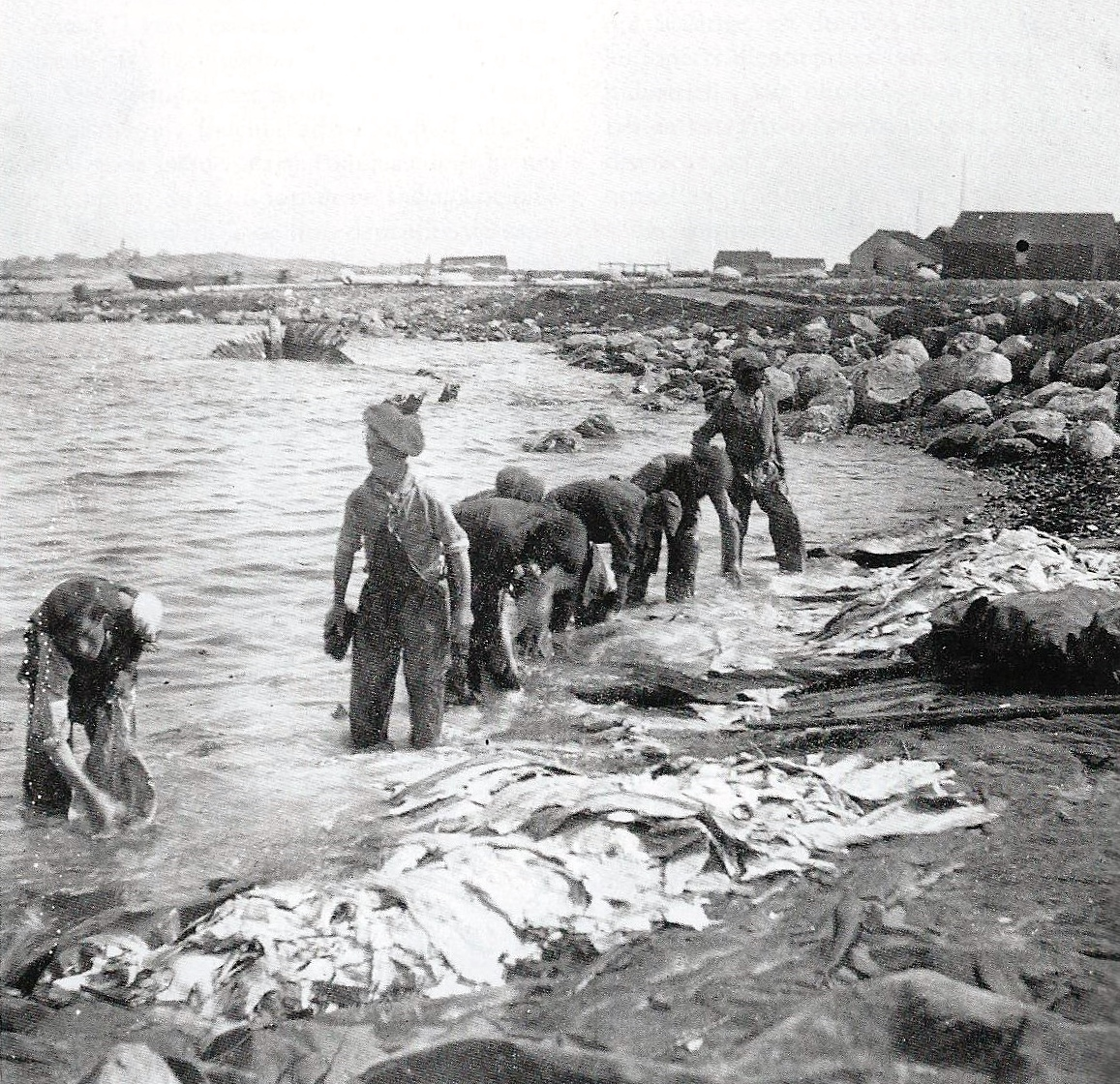
Graviers au travail vers 1904 à Saint-Pierre-et-Miquelon (photographie de Mickaël Dhoste)

Les jeunes garçons, âgés de 11 à 17 ans, venus de Bretagne (notamment de l'arrière-pays de Saint-Brieuc et des Monts d'Arrée), de Normandie ou du Pays Basque, dépendaient d'armateurs normands, bordelais ou basques ; ils embarquent par dizaines dans les cales des goélettes se rendant dans les parages de Saint-Pierre-et-Miquelon dans des conditions d'insalubrité extrêmes ; exploités de manière éhontée, ils devaient travailler au XIXe siècle de six heures du matin à dix heures du soir sans un jour de congé, à l'exception du 14 juillet, occupés à faire sécher les morues sur les graves ; ils étaient nourris de têtes de morues cuites au court-bouillon. Ils étaient si mal payés qu'ils se retrouvaient le plus souvent endettés à l'égard de l'armateur en raison des petites provisions qu'ils achetaient pour améliorer quelque peu leur ordinaire, notamment de l'alcool (ils avaient droit à un litre de vin par jour) ; à la fin de la campagne de pêche et devaient donc resigner pour la campagne suivante.
Leur sort s'améliora quelque peu au début du XXe siècle, leurs horaires de travail étant réduits (ils travaillent encore de onze à douze heures par jour, mais ont droit au repos le dimanche). Le docteur Louis Thomas, également photographe, fut chassé de Saint-Pierre-et-Miquelon en 1916, car il militait activement en leur faveur et contre leur alcoolisme. Charles Le Goffic a écrit : « En aucun temps et dans aucune industrie, je crois, l'exploitation de l'enfance ne s'est exercée avec plus d'impudence ».
Leur nombre déclina rapidement après la Première Guerre mondiale en raison du déclin de la pêche à la voile et de la création de séchoirs artificiels pour la morue.
Le médecin militaire Michaël Dhoste (1877-1948) a réalisé entre 1903 et 1905 plusieurs centaines de clichés photographiques de Saint-Pierre-et-Miquelon, dont certains illustrent les conditions de vie des graviers ; ils sont visibles au Musée d'ethnographie de l'université de Bordeaux.